# Лос Љанос (Порторико)
Лос Љанос (шп. Los Llanos) град је у америчкој острвској територији Порторико, острвској држави Кариба.

## Демографија
По попису из 2010. године број становника је 2.118, што је 183 (-8,0%) становника мање него 2000. године.
| Група             | 2000.         | 2010.         |
| Белци             | 2 (0,1%)      | 6 (0,3%)      |
| Афроамериканци    | 108 (4,7%)    | 187 (8,8%)    |
| Азијати           | 1 (0,0%)      | 3 (0,1%)      |
| Хиспаноамериканци | 2.294 (99,7%) | 2.110 (99,6%) |
| Укупно            | 2.301         | 2.118         |